# Cyclura nubila ssp. caymanensis
Cyclura nubila ssp. caymanensis је гмизавац из реда Squamata и фамилије Iguanidae. 

## Угроженост
Ова врста је крајње угрожена и у великој опасности од изумирања.

## Распрострањење
Ареал врсте је ограничен на једну државу. 
Кајманска острва су једино познато природно станиште врсте.

## Начин живота
Врста Cyclura nubila ssp. caymanensis прави гнезда. 